# Morcheln
|  | Dieser Artikel wurde aufgrund von formalen oder inhaltlichen Mängeln in der Qualitätssicherung Biologie im Abschnitt „Mykologie“ zur Verbesserung eingetragen. Dies geschieht, um die Qualität der Biologie-Artikel auf ein akzeptables Niveau zu bringen. Bitte hilf mit, diesen Artikel zu verbessern! Artikel, die nicht signifikant verbessert werden, können gegebenenfalls gelöscht werden. Lies dazu auch die näheren Informationen in den Mindestanforderungen an Biologie-Artikel. Begründung: Angaben zur Systematik fehlen, Artenliste veraltet, Infos über den Speisewert ausbaubar, Infos über das beliebte „Morelhunting“ in den USA fehlen, Angaben über den Stand der Kultivierung wären interessant, weitere Einzelnachweise erwünscht. --Ak ccm (Diskussion) 02:56, 16. Feb. 2014 (CET) |

Die Morcheln (Morchella) sind eine Gattung der Schlauchpilze.

## Merkmale
Die Morcheln bilden bis über 20 cm große, gestielte und hohle Fruchtkörper, die ein wabenartig gegliedertes Kopfteil besitzen. Die einzelnen Waben sind durch sterile helle oder dunkle Rippen voneinander getrennt, das Kopfteil kann ganz oder teilweise mit dem Stiel verwachsen sein. Die Sporen der Morcheln sind etwa 20 bis 25 µm lang, glattwandig und haben kleine Granulen (Körnchen) an den Spitzen.

## Ökologie
Die Morcheln sind überwiegend saprobiontische Bodenbewohner, die in Wäldern, unter Gebüschen, auf Holzabfällen und Brandstellen vorkommen. Darüber hinaus wurden zwischen Morcheln und Kiefern mykorrhizaähnliche Verbindungen nachgewiesen.

## Arten (Auswahl)
Die Gattung enthält je nach Auffassung 15 bis 28 Arten. Es existieren verschiedene Varietäten und Formen, deren taxonomischer Wert teilweise umstritten ist.
- Speise-Morchel – Morchella esculenta (Linnaeus 1753 : Fries 1822) Persoon 1801 s. l.
- Spitz-Morchel – Morchella elata Fries 1822 : Fries 1822 s. l.
- Käppchen-Morchel – Morchella semilibera (Batsch 1783 : Fries 1822) Persoon 1801 s. l.
- Steppen-Morchel – Morchella steppicola Zerova 1941
- Strickmuster-Morchel – Morchella vaporaria Brondeau 1830

Außereuropäische Arten:
- Morchella anatolica Işıloğlu, Spooner, Alli & Solak 2010
- Morchella deqinensis Shu H.Li, Y.C.Zhao, H.M.Chai & M.H.Zhong 2006
- Morchella galilaea Masaphy & Clowez 2012
- Morchella meiliensis Shu H.Li, Y.C.Zhao, H.M.Chai & M.H.Zhong 2006
- Morchella tibetica M. Zang 1987

## Bedeutung

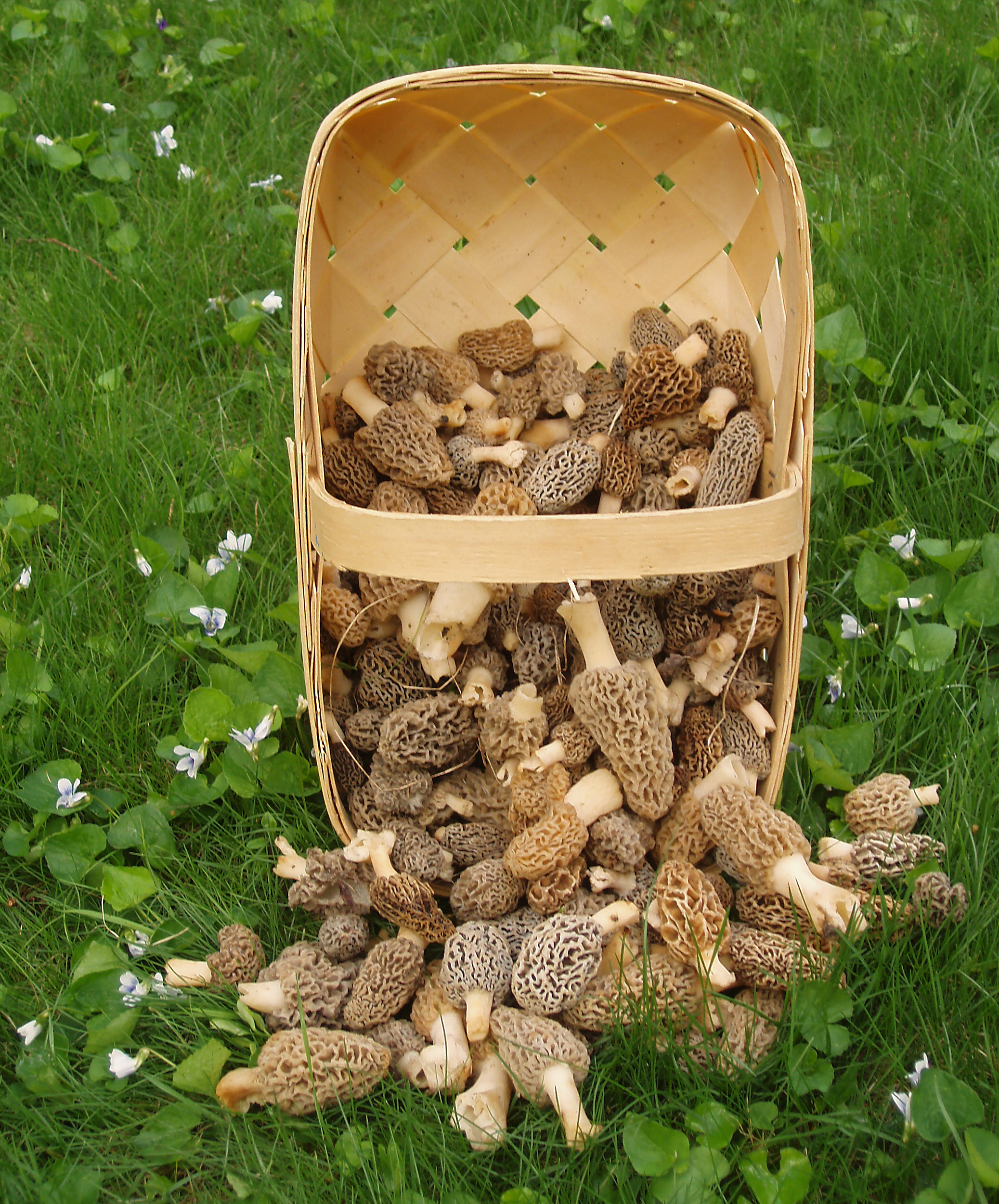
Ein Korb voll Morcheln

Einige Arten der Morcheln (z. B. die Speise-Morchel) gehören zu den begehrtesten Speisepilzen. Sie sind prinzipiell auch kultivierbar, wobei dies bisher nur im experimentellen Rahmen erfolgte. Entsprechende Pilzzuchtsets sind aber im Internet erhältlich. Die Arten der Gattung sind in Deutschland durch die Bundesartenschutzverordnung (BArtSchV) geschützt. Das Sammeln von Morcheln in freier Natur ist nur in geringen Mengen für den eigenen Bedarf erlaubt. Die hohen Preise haben immer wieder zu Fälschungen geführt. Dabei werden die hohlen Fruchtkörper gefüllt, um so ein höheres Gewicht vorzutäuschen. Verwendet wurden hierzu neben Metall, Steinchen, Erde und zähflüssiger Zuckerlösung, sogar Teer, Ziegen- und Schafskot.
In der Volksrepublik China werden Morcheln in den Provinzen Yunnan, Sichuan, Guizhou und Shaanxi kommerziell angebaut, in der Wintersaison 2022/2023 auf einer Gesamtfläche von etwa 1200 ha. 
Auch in Deutschland gab es bereits erfolgreiche Anbauversuche, wobei der Erfolg gewerblicher Anbauprojekte hierzulande oft an den Lohnkosten scheitern. Klimatisch sind viele Regionen in Deutschland mit den Anbaugebieten in China vergleichbar, weswegen die Morchelzucht in Deutschland grundlegend möglich ist. Voraussetzung für gute Erträge sind vorwiegend die Bodenverhältnisse sowie das möglichst genaue Nachempfinden des natürlichen jahreszeitlichen Wachstumszyklus der Morchel.
In seltenen Fällen kann der Morchel-Verzehr das Morchella-Syndrom auslösen. Hierbei handelt es sich um ein neurologisches und/oder gastrointestinales Syndrom mit begrenzter Dauer, das vor allem beim Verzehr großer Mengen Morcheln in kurzer Zeit auftreten kann, wobei das Risiko beim Verzehr frischer (statt getrockneter), zu alter und unzureichend erhitzter Exemplare vermutlich höher ist. Neben Magen-Darm-Symptomatiken können Störungen des Kleinhirns und Hirnstamms auftreten, was zu Zittern, Schwindel, Taubheitsgefühl, Gleichgewichtsstörungen, Sehstörungen mit engen oder weiten Pupillen sowie Unruhe führen kann. Die Symptomatik tritt mit einer Latenzzeit von etwa 12 Stunden auf und bildet sich innerhalb von 1–72, zumeist 12 Stunden vollständig zurück.
Morcheln bilden über die kalte Jahreszeit im Boden die Fruchtungsanlagen, Sklerotien genannt, die im kommenden Frühjahr bei steigenden Temperaturen und vermehrt auftretenden Niederschlägen dann die Fruchtkörper hervorbringen. Daher werden am besten im Herbst die Felder angelegt. Die Morchel bevorzugt einen leicht sandigen, pH-neutralen Boden. Ebenfalls wichtig ist eine gute Nährstoffversorgung mit organischem Material.
Da die Pilze gegenüber Lichtverhältnissen sowie Luft- und Bodenfeuchtigkeit während verschiedener Phasen ihres Wachstums sehr empfindlich sind, schwanken die Ernteerträge stark. Daher schickte das Kunminger Institut für Botanik der Chinesischen Akademie der Wissenschaften 2021 und 2022 bei den bemannten Raumfahrtmissionen Shenzhou 12 und Shenzhou 14 Morchelsporen mit ins All, wo sie für drei bzw. sechs Monate den Weltraumbedingungen mit Schwerelosigkeit und kosmischer Strahlung ausgesetzt waren. Aus den daraus entstandenen Mutationen wählten die Wissenschaftler solche aus, die gegen hohe und niedere Temperaturen, Nässe, Trockenheit, Krankheiten und Insektenbefall resistent waren. Dadurch konnte der in den Höhenlagen Südwestchinas übliche Ernteertrag von 2,25 bis 3 Tonnen pro Hektar auf 7,2 Tonnen gesteigert werden, die mutierten Morcheln hatten einen intensiveren Geschmack und größere Köpfe.
Morcheln enthalten je 100 Gramm rund 5,1 g Kohlenhydrate (davon 0,6 g Zucker), 0,57 g Fett und 3,12 g Eiweiß sowie 2,8 g Ballaststoffe. Daraus ergibt sich ein Nährwert von 130 kJ (31 kcal). So wie auch viele andere Pilzarten enthalten Morcheln höhere Mengen an Vitamin D. Außerdem enthalten sie einige B-Vitamine.

## Etymologie
Die Ableitung des Namens Morchella und Morchel von der althochdeutschen Bezeichnung morhel ,kleine Möhre‘, dem lateinischen Namen morum ,Maulbeere‘ und von dem vulgärlateinischen Wort mauricula ,kleine Mohrin‘ wird diskutiert. In Österreich ist er auch unter dem Namen "Mailing" bekannt, da er auch hauptsächlich im Mai zu finden ist.